# Droga królów
Droga królów (tyt. oryg. The Way of Kings) – powieść high fantasy napisana przez amerykańskiego pisarza Brandona Sandersona, pierwsza książka z serii Archiwum Burzowego Światła. Powieść została opublikowana 31 sierpnia 2010 przez Tor Books, natomiast w Polsce pierwsze wydanie ukazało się 30 kwietnia 2014 nakładem wydawnictwa MAG. Droga królów składa się z jednego preludium, jednego prologu, 75 rozdziałów, epilogu i 9 interludiów. Następnymi książkami w serii są: Słowa światłości (2014), Dawca przysięgi (2017) i Rytm wojny w (2020). Edycja oprawiona w skórę została wydana w 2021 roku.
W 2011 roku Droga królów zdobyła nagrodę Davida Gemmella Legend Award dla najlepszej powieści fantasy.

## Historia powstania
Sanderson rozpoczął pracę nad pierwszymi fragmentami Drogi królów pod koniec lat 90, a pierwszy szkic ukończył w 2003 r. Jego publikacja została opóźniona ponieważ Sanderson postanowił skupić się na swojej drugiej trylogii Mistborn.
Z okazji 10-lecia wydania Drogi królów Sanderson postanowił udostępnić wcześniejszą wersję książki jaką napisał w 2002 roku, którą nazwał The Way of Kings Prime. Jest to alternatywna wersja historii, na wydanie której pierwotnie planował zebrać fundusze na platformie Kickstarter. The Way of Kings Prime jest dostępna na oficjalnej stronie autora.
10 czerwca 2010 opublikowano prolog i pierwsze trzy rozdziały książki, wraz ze wstępem Sandersona, jako zapowiedź serii na stronie Tor Books. 8 lipca 2010 ukazały się kolejne trzy rozdziały (4–6) w formacie audio. 5 sierpnia 2010 ukazały się rozdziały 9 i 11. Wydawnictwo Tor Books oświadczyło, że nie wydali rozdziałów 7, 8 i10, ponieważ chcieli skupić się na fabule Kaladina, jednego z głównych bohaterów. 26 sierpnia 2010 r. wydano rozdziały 12 i 13.

## Fabuła
Opowieść toczy się pomiędzy punktami widzenia Kaladina, Shallan Davar, Szetha-syna-syna-Vallano, Dalinara Kholina, Adolina Kholina i kilku innych pomniejszych postaci, które prowadzą pozornie niepowiązane życie. Szeth, „Kłamca” z Shinovaru, wygnany przez swój lud i skazany na posłuszeństwo swoim ciągle zmieniającym się panom, zostaje wysłany, by zamordować króla jednego z najpotężniejszych narodów świata, Alethkaru. Wraz z rozwojem fabuły nieustannie zmienia swoich panów, starając się ukryć fakt, że posiada Ostrze Honoru, mityczne ostrze używane przez Heroldów, które może przeciąć każdy materiał. Posiada również dostęp do mocy, które nie są już dostępne dla zwykłych ludzi (tzw. Wiązanie Mocy), które niegdyś posiadali Świetliści Rycerze, wojownicy, którzy byli uważani za zaginionych, co czyniło go niezwykle trudnym do pokonania w walce.
Kiedy Szeth został wysłany, by zabić króla Alethich – Gavilara, Parshendi (rasa podobna do Parshmenów – niewolników z innych narodów) przyznali się do zamachu. Syn Gavilara, Elhokar, wyrusza na wojnę z Parshendi na Strzaskane Równiny. Fabuła przenosi się na punkt widzenia Arcyksięcia Dalinara Kholina, brata zamordowanego króla. Przed śmiercią jego brat skierował Dalinara do starożytnej księgi zatytułowanej „Droga królów”, której lektura skłania go do kwestionowania wojowniczego i rywalizacyjnego stylu życia Alethih. Dalinar zaczyna także doświadczać wizji, w których widzi starożytnych Świetlistych Rycerzy. Wizje te nie tylko podają w wątpliwość błędną historię Świetlistych Rycerzy, ale także zaczynają ujawniać prawdę o Pustkowcach i obecnym stanie świata. Wszystkie te wydarzenia sprawiają, że Dalinar zaczyna niechętnie brać udział w bitwach z Parshmenami. Przekonania Dalinara zaczynają być kwestionowane przez jego najbliższych, budząc poważne wątpliwości na temat jego zdrowia psychicznego i podważając jego roszczenia do przywództwa w wojnie. W niespokojnych politycznie czasach jego słabość jest powodem, dla którego inni Arcyksiążęta próbują go wyeliminować.
Tymczasem historia opowiada również o 19-letnim Kaladinie, ciemnookim wieśniaku, który płonie nienawiścią do jasnookich arystokratów. Wyszkolony w młodości jako chirurg, Kaladin zgłosił się na ochotnika do wyruszenia na wojnę dla armii lokalnego lorda imieniem Amaram, aby pilnować i chronić swojego młodszego brata Tiena na polu bitwy. W swojej trzeciej bitwie Kaladinowi nie udaje się ochronić brata, który ginie. To sprawia, że Kaladin mimo ogromnego cierpienia postanawia stać się lepszym wojownikiem, aby chronić innych przed tym samym losem. Podczas jednej z późniejszych bitew Kaladinowi udaje się zabić wrogiego Odpryskowego, dzięki czemu może zabrać Ostrze i Pancerz Odprysku wroga, samemu stając się Jasnookim. Jednak odrzuca on ten zaszczyt, w wyniku czego zostaje zdradzony przez Lorda Amarama, który zabiera skarby dla siebie. Aby ukryć kradzież czyni z Kaladina niewolnika. To wydarzenie cementuje nienawiść Kaladina do szlachetnie urodzonych i pozostawia głębokie emocjonalne blizny. Po wielu próbach ucieczki od kolejnych panów, zostaje zmuszony do służby jako mostowy w armii walczącej z Parshendi na Strzaskanych Równinach. Mostowi są wykorzystywani jako przynęta dla łuczników wrogiej armii. Kaladinowi udaje się jednak zebrać innych mężczyzn ze swojej grupy i zamienić ich w drużynę, która może przetrwać. Jednak po tym, jak zmieniając taktykę Mostowych armia Arcyksięcia Sadeasa przegrywa bitwę, zostaje brutalnie pobity i pozostawiony na zewnątrz podczas Arcyburzy, by umrzeć. Udaje mu się jednak przeżyć. W wyniku swojego cudownego przetrwania zaczyna odkrywać, że posiada zdolność do wiązania mocy. Gdy stara się znaleźć sposób, aby jego ludzie mogli uciec od życia jako mostowi, godzi się ze swoimi mocami i zaczyna się uczyć, jak z nich korzystać.
Shallan, Jasnooka kobieta z pośledniego rodu, której rodzina i ziemie są w niebezpieczeństwie, knuje śmiały spisek, aby zamienić zepsuty Dusznik (urządzenie, które pozwala transmutować przedmioty) z działającym, który należy do Jasnah Kholin, siostry króla Alethich. Stara się zostać podopieczną Jasnah, co z początku jest bardzo trudne, jednak dzięki uporowi udaje jej się to. Z czasem, zyskując sympatię Jasnah, Shallan udaje się ukraść Dusznik, jednak z początku nie potrafi go użyć, aż do dnia kiedy przypadkowo zamienia kielich z wodą w krew. Wiedząc, że Jasnah wkrótce się pojawi i odkryje, że Dusznikowała, Shallan łamie dzban i tnie się, by sprawiać wrażenie, jakby krew była jej, co Jasnah myli z próbą samobójczą. Shallan wkrótce odkrywa, że Dusznik Jasnah nie posiada zdolności do transmutacji, ale jest tylko narzędziem do ukrycia wrodzonych zdolności Jasnah. Kiedy Jasnah dowiaduje się, że Shallan ma również wrodzoną zdolność do dusznikowania, wybacza dziewczynie próbę kradzieży i zaczyna szkolić ją, jak właściwie korzystać z ich współdzielonej mocy. Ujawnia również swoje badania nad pochodzeniem Świetlistych Rycerzy i Pustkowców oraz przygotowuje Shallan i siebie do podróży na Strzaskane Równiny, aby spotkać się z wujkiem Jasnah Dalinarem.

## Świat przedstawiony
Historia powieści wydarza się wokół powtarzających się katastrof znanych jako Spustoszenia, w których potworni Pustkowcy pustoszą świat, a przetrwanie ludzi wisi na włosku. Aby przeciwstawić się zagrożeniu, Świetliści Rycerze (nazwani tak ze względu na ich świecącą aurę i oczy) posiadają magiczne zbroje i miecze znane jako Pancerze i Ostrza Odprysków, a także magiczne moce zwane Wiązaniami Mocy. Ostatnie Spustoszenie było uważane za ostatnie i stało się czasem mitów i legend, w szczególności gdy Świetliści Rycerze porzucili przysięgi oraz swoją broń i zbroję i zniknęli. Ich porzucone zbroje i miecze pozostają jednymi z najcenniejszych pamiątek i broni tamtych czasów.
Magia świata opiera się na kamieniach szlachetnych, które przez wiele tygodni świecą Burzowym Światłem po nawracających, potężnych burzach, znanych jako Arcyburze. Te zwykłe kamienie szlachetne są również używane jako zwykła waluta w transakcjach handlowych, a także jako oświetlenie wnętrz w zamożnych domach i pałacach. Pobieranie energii „Burzowego Światła” jest tym, co pozwala działać Dusznikom (wysadzanym klejnotami rękawiczkom) używanym przez kapłanów, które pozwalają przekształcać materię w inną formę np. kamień w ziarno lub ludzi w kamień oraz zasilać konstrukty z kamieni szlachetnych znane jako fabriale, takich jak tkanina, która wytwarza czerwone światło i ciepło, aby zastąpić drewno w kominku. Duszniki i fabriale są zazwyczaj własnością szlachty. W Alethkarze szlachetność opiera się również na kolorze oczu. Zwyczajowo osoby posiadające jasne oczy zwane są Jasnookimi i należą do szlachty natomiast osoby Ciemnookie należą do niższych klas. Niebieskie oczy są postrzegane jako najczystsza rodzina królewska ze względu na związek z legendarnymi Świetlistymi Rycerzami, którzy mieli świecące oczy.
Świat Rosharu ma florę i faunę, które przystosowały się do częstych i niezwykle potężnych burz. Większość życia zwierzęcego opiera się na skorupiakach, z których większość potrafi zagrzebać się w ziemi, aby przetrwać burzę. Życie roślinne jest również mobilne, ponieważ chowa się w ziemi, aby przetrwać burze. Ponieważ wszystkie burze przychodzą ze wschodniego oceanu i przemieszczają się na zachód, zachodnia strona skał i gór jest siedliskiem życia roślinnego i zwierzęcego. Na Rosharze istnieją również istoty zwane sprenami, które reagują na emocje ludzi i otoczenia. I tak np. silny wiatr będzie miał Wiatrosprena, objawiającego się jako wstęgi światła, które z nim płyną. Cierpienie z powodu bólu spowoduje, że wokół rany pojawią się czerwone Bólospreny, a wygłoszenie szlachetnej, szczerej przemowy spowoduje, że Chwałospreny w postaci złotych, migoczących świateł utworzą aureolę wokół głowy mówcy. Spreny są tak powszechne, że wiele osób uważa je za oczywiste.

## Postacie
Główne rozdziały w książce są opowiadane z punktu widzenia kilku głównych bohaterów, podczas gdy przerywniki (prolog, epilog, interludia) są opowiadane z punktu widzenia innych postaci ważnych z punktu widzenia fabuły (nie wszystkie z nich się powtarzają).

### Główni bohaterowie
- Szeth-syn-syn-Vallano: Zabójca z Shinovaru. Nazywa się „Kłamcą”, który musi służyć tym, którzy noszą jego Kamień Przysięgi. Posiada Ostrze Honoru i ma umiejętność Wiązania Mocy i używania Burzowego Światła. Dzięki związaniu się z Ostrzem Honoru posiada umiejętności Wiatrowego. Nienawidzi zmuszania go do morderstw w ramach jego służby i płacze wraz ze swoimi ofiarami.
- Kaladin: Ciemnooki z Alethkaru, który jest zmuszony służyć jako Mostowy w armii Arcyksięcia Torola Sadeasa. Dawniej był adeptem chirurgii u swojego ojca oraz członkiem armii Oświeconego Amarama. Nienawidzi jasnookich z powodu tego co spotkało go w armii Amarama. Najpierw śmierć jego brata, Tiena, a po tym zdrada Amrama, gdy Kaladin uratował go przed mężczyzną w Pancerzu Odprysku, siłą zabierając mu Odpryski dla siebie, zabijając przy tym wszystkich bliskich przyjaciół Kaladina. Kaladin jest w stanie korzystać z Burzowego Światła, aby się leczyć, stać się silniejszym i szybszym niż jakikolwiek normalny człowiek. Towarzyszy mu Honorspren o imieniu Sylphrena, którą nazywa w skrócie Syl. Syl związała się z nim z powodu jego wrodzonego honoru i dobroci, nawet w obliczu zła i zdrady, które go otaczają. Więź Kaladina z Syl daje mu moc i umiejętność korzystania Burzowego Światła; natomiast Syl przywraca samoświadomość[10].
- Shallan Davar: Jasnooka z Jah Keved. Jej rodzina przeżywa ciężkie chwile po śmierci ojca, przez którą mogą stracić cały rodowy majątek. Stara się zostać przyjęta jako wychowanka i uczennica znanej uczonej Jasnah Kholin, siostry króla Elhokara z Alethkaru. Zdolna artystka, która po jednym spojrzeniu potrafi zapamiętać i odtworzyć na rysunku każdą scenę lub przedmiot. Shallan dowiaduje się, że jest w stanie Dusznikować bez użycia specjalnego urządzenia zwanego Dusznikiem, tak jak Jasnah. Chociaż na początku opowieści planuje ukraść Dusznik Jasnah, by ocalić swoją rodzinę, pod koniec książki stała się jej prawdziwą uczennicą[10].
- Dalinar Kholin: Arcyksiążę Alethkaru, brat zabitego króla Gavilara, wuj obecnego króla. Nazywany Czarnym Cierniem. Generał, który pomógł zjednoczyć królestwo ze swoim bratem, jest pełnym Odpryskowym. Dalinar doświadcza wizji podczas Arcyburz, przez co jest krytykowany jako słaby po tym, jak zaczyna przestrzegać honorowego Kodeksu i mówi o powstrzymaniu bezsensownej wojny, w którą zaangażowany jest Alethkar[10].
- Adolin Kholin: Jasnooki z Alethkaru i najstarszy syn Dalinara i spadkobierca rodu Kholin. Utalentowany szermierz uwielbiający pojedynki i pełny Odpryskowy, kocha i szanuje swojego ojca, mimo że obawia się, że oszalał[9].
- Navani Kholin: wdowa po królu Gavilarze, matka króla Elhokara i Jasnah. Utalentowana artifabrianka (osoba, która tworzy urządzenia zwane fabrialami). Zawsze kochała Dalinara, nawet gdy była żoną jego brata, Gavilara. Próbuje ożywić związek z Dalinarem, ale początkowo zostaje odtrącona; w końcu przekonuje Dalinara, by przyjął jej uczucia. Bardzo sprawnie porusza się na dworze pomiędzy politycznymi intrygami[9]

### Prolog, epilog i interludia
- Kalak jest jednym z dziesięciu Heroldów Wszechmocnego. Opowieść z jego punktu widzenia stanowi preludium do Archiwum Burzowego Światła, które ma miejsce 4500 lat przed wydarzeniami z pierwszego rozdziału.
- Axies Zbieracz należy do jednej z ras Aimian. Zajmuje się katalogowaniem wszystkich odmian sprenów. Może siłą woli zmieniać swój wygląd i jest praktycznie nieśmiertelny.
- Baxil jest złodziejem pochodzącym z Emulu, kuzynem Av. Pomaga pewnej kobiecie w niszczeniu jej podobizn.
- Geranid jest naukowcem i filozofką. Mieszka z Ashirem na małej wyspie Reshi, gdzie spędza czas studiując zachowania sprenów.
- Ishikk jest rybakiem z Czystego Jeziora. Poznaje trzech nieznajomych, których nazywa Zrzędą, Bezpośrednim i Myślicielem. Wykorzystują go jako agenta, aby znaleźć człowieka o imieniu Hoid.
- Nan Balat to jeden z braci Shallan, Jasnooki Veden. Najstarszy po Helaranie brat Shallan.
- Rysn to młoda kobieta z Thaylenah, uczennica kupca Vistima, z którym podróżuje do Shinovau.
- Trefniś, znany również jako Hoid, Włóczęga, jest nadwornym błaznem króla Elhokara Kholina na Strzaskanych Równinach. Rola nadwornego błazna pozwala mu obrażać kogo zechce i być obecnym w centrum wydarzeń. Ma wielką wiedzę oraz liczne magiczne zdolności, lecz dzieli się nimi bardzo ostrożnie. Hoid pojawia się we wszystkich głównych książkach należących do Cosmere[11].

## Recenzje

### Reakcje i sprzedaż
W pierwszym tygodniu od premiery książka znalazła się na 7. miejscu listy bestsellerów The New York Times. W kolejnych tygodniach książka miała miejsca #11, #20.
Droga królów spotkała się z uznaniem krytyków i była chwalona za rozległe budowanie świata. Wczesna recenzja ze strony Unshelved dała książce pozytywną recenzję. Recenzja z Elitist Book Reviews wskazała na pewne problemy z książką (czarno-białe postacie, zbyt duża ekspozycja), ale dała ogólną pozytywną opinię o książce. Witryna SFReviews.net wydała książce mieszaną recenzję, chwaląc pisarstwo i kreatywność Sandersona, ale krytykując jej ekstremalną długość i ogólny brak akcji. W podobnym tonie Drogę Królów oceniali polscy recenzenci, podkreślając bardzo dobrą konstrukcję uniwersum oraz zasad działania magii oraz punktując obszerność opisów i przewlekłe rozwijanie się akcji.
SF Reviews zauważył: „Jazda jest luksusowa, sceneria często zapiera dech w piersiach, ale Droga królów to naprawdę długa i kręta droga”. KeepingTheDoor.com skomentował: „Archiwum Burzowego Światła to seria, którą podobnie jak Koło Czasu Roberta Jordana, Pieśń Lodu i Ognia George’a R.R. Martina oraz  Kraina Starszych Robin Hobb, każdy fan fantasy musi przeczytać i znać. Będzie to jedna z gigantycznych serii, która pomoże ukształtować całą scenę.” Podobną opinię znajdziemy w recenzji na portalu polter.pl „Brandon Sanderson liczącą sobie dziewięćset sześćdziesiąt stron Drogą Królów otworzył cykl, który dla młodszego pokolenia miłośników fantasy może być tym, czym dla starszych fanów tego gatunku było Koło Czasu Roberta Jordana lub Pieśń Lodu i Ognia George’a R.R. Martina. Z wszystkimi zaletami, ale i wadami, które się z tym łączą”.

## Adaptacje

### Audiobook
Angielska wersja audiobooka została wydana w sierpniu 2010 roku przez Macmillan Audio, przeczytaną przez zespół narratorów Kate Reading i Michaela Kramera, którzy przeczytali także kilka innych książek napisanych przez Sandersona, w tym serię Koło Czasu. Pięcioczęściowa wersja GraphicAudio Droga królów została wydana od marca do lipca 2016 roku.
Polska wesja audiobooka została wydana wspólnie przez wydawnictwo MAG oraz audiotekę w 2017 roku. W Polskiej wersji Droga królów czytana jest przez Wojciecha Żołądkowicza.

### Film
W październiku 2016 roku prawa do ekranizacji całego uniwersum Cosmere zostały kupione przez firmę DMG Entertainment. Patrick Melton i Marcus Dunstan zostali zatrudnieni jako scenarzyści. Założyciel DMG, Dan Mintz, miał być producentem filmu, a Sanderson i Joshua Bilmes producentami wykonawczymi. Film jednak nie powstał w czasie przewidzianym umową. Brandon Sanderson w jednym z wywiadów w 2020 roku powiedział, że wielokrotnie próbował stworzyć adaptację serii Z mgły zrodzony, jednak do tej pory nie udało mu się znaleźć reżysera, który byłby w stanie odpowiednio przedstawić adaptację książki.

### Gra VR
Gra VR „The Way of Kings: Escape the Shattered Plains”, opracowana przez Arcturus VR, została wydana 2 marca 2018 roku.